# Макушино (Псковська область)
Макушино (рос. Макушино) — присілок в Опочецькому районі Псковської області Російської Федерації.
Населення становить 238 осіб. Входить до складу муніципального утворення Пригородна волость.

## Історія
Від 2015 року входить до складу муніципального утворення Пригородна волость.

## Населення
| 2001 | 2002 | 2010 | 2013 | 2014 | 2015 | 2016 |
| ---- | ---- | ---- | ---- | ---- | ---- | ---- |
| 301  | ↘277 | ↘256 | ↗282 | ↘268 | ↗271 | ↘238 |